# Entosthodon maroccanus
Entosthodon maroccanus là một loài Rêu trong họ Funariaceae. Loài này được (Meyl.) Hebr. & Lo Giudice mô tả khoa học đầu tiên năm 1997.